# Yognogo
Yognogo is een gemeente (commune) in de cercle Koutiala van de regio Sikasso in Mali. De gemeente telt 4800 inwoners (2009).
De gemeente bestaat uit de volgende plaatsen:
- Beregnakan (of Bereniakan)
- Famoussasso (of Famessasso) (hoofdplaats)
- Koumbri